# I Can See for Miles
I Can See for Miles är en låt skriven av Pete Townshend och lanserad av The Who 1967. Låten finns med på albumet The Who Sell Out och var den enda låten från skivan som släpptes som singel. I USA blev den gruppens framgångsrikaste singel, medan den i Storbritannien jämfört med flera andra singlar av gruppen blev en mer måttlig framgång. Låten innehåller sångharmonier och komplicerade trumsektioner vilket gjorde att den sällan framfördes under konsert av gruppen. Det blev vanligare att The Who framförde den live efter att Kenney Jones blivit ny trumslagare 1979.
"I Can See for Miles" listades av magasinet Rolling Stone som #258 på deras lista The 500 Greatest Songs of All Time. Pitchfork Media listade den som #162 på listan "The 200 Greatest Songs of the 1960s".

## Listplaceringar
- Billboard Hot 100, USA: #9
- UK Singles Chart, Storbritannien: #10[1]
- Tyskland: #37[2]
- Tio i topp, Sverige: Låten testades för listan, men tog sig inte in och fick som bäst placering #15[3]